# De Jazzpolitie
De Jazzpolitie is een Nederlands voormalig muziekduo uit Groningen bestaande uit Peter Groot Kormelink (zang) en Herman Grimme (toetsen). In 1993 hadden ze een hit met het nummer Liefdesliedjes.
Grimme en Groot Kormelink zijn beiden afkomstig van de band Splitsing. Het album De Jazzpolitie, dat in 1994 werd uitgebracht, werd opgenomen in de studio van Fluitsma & Van Tijn. Het werd bekroond met een Zilveren Harp. Dat jaar verscheen ook de single Ze zijn terug dat gaat over de opkomst van het Neonazisme in de jaren negentig.
In 1995 volgde het tweede album Ja en in 1997 bracht de groep het album Interland uit. De titel verwijst naar de samenwerking met verscheidene Belgische artiesten, onder wie Jean Blaute, Patrick Riguelle en Eric Melaerts.
In het najaar van 2008 werd Groot Kormelink benaderd voor een aantal optredens. Live-Events met Martijn Bakker en Jan Meijer van ProMuNé bracht het geluid weer op de bühne. De groep trad op tijdens de tournee Ze Zijn terug!!, samen met Splitsing/De Jazzpolitie, de Polle Eduard Band, Erik Mesie, Kadanz en Herman Erbé (van Circus Custers). De tournee werd echter vroegtijdig beëindigd na slechts één optreden.
In mei 2014 startte Groot Kormelink een nieuwe band met voormalig bandleden van zowel Splitsing als De Jazzpolitie. Deze nieuwe band kreeg de naam "De Splitspolitie". De eerste single die werd uitgebracht heet "Een Zomer".

## NPO Radio 2 Top 2000
| Nummer met noteringen in de NPO Radio 2 Top 2000 | '99 | '00  | '01  | '02  | '03  | '04  | '05  | '06 | '07  | '08  |
| ------------------------------------------------ | --- | ---- | ---- | ---- | ---- | ---- | ---- | --- | ---- | ---- |
| Liefdesliedjes                                   | 969 | 1504 | 1870 | 1777 | 1423 | 1968 | 1876 | 709 | 1854 | 1293 |

1. ↑  Een vetgedrukt getal geeft de hoogste notering aan.
2. ↑  Deze tabel is bijgewerkt tot en met de laatste editie (2024).